# Karł Kałnin
Karł Iwanowicz Kałnin (łot. Kārlis Kalniņš; ur. w listopadzie 1884 w ujeździe ryskim, zm. 2 listopada 1937 w Moskwie) – rosyjski i radziecki wojskowy, komdiw, z pochodzenia Łotysz.

## Życiorys
Pochodził z łotewskiej rodziny chłopskiej. Ukończył szkołę podstawową, następnie zdał egzamin potwierdzający opanowanie programu szkoły miejskiej. W 1904 r. wstąpił do Socjaldemokratycznej Partii Robotniczej Rosji. W 1907 r. rozpoczął zasadniczą służbę wojskową, w 1908 r. ukończył kurs podoficerski w Rydze, w 1910 r. – szkołę podchorążych. Podczas I wojny światowej służył w armii rosyjskiej 114 pułku piechoty, następnie jako chorąży w 3 pułku strzelców łotewskich. Podczas służby wojskowej zetknął się z ideami rewolucyjnymi i zaczął je rozpowszechniać.

### Wojna domowa w Rosji
Po rewolucji lutowej i obaleniu caratu był w Rydze asystentem komisarza. Po rewolucji październikowej, do lutego 1918 r., dowodził 3 pułkiem strzelców łotewskich. Był pięciokrotnie ranny. Od lutego do marca 1918 r. dowodził pierwszą kolumną wojsk radzieckich Kaukazu Północnego, następnie był dowódcą wojsk frontu rostowskiego (od kwietnia do maja 1918 r.). W końcu maja 1918 r. przejął po Aleksieju Awtonomowie, skonfliktowanym z radzieckim kierownictwem w Jekaterynodarze, dowództwo nad całością sił czerwonych na Kaukazie Północnym. 
W połowie czerwca rdzeń sił dowodzonych przez Kałnina zajmował rejon między stanicami Torgową i Tichoriecką i tam stoczył przegraną bitwę z Armią Ochotniczą gen. Denikina. Z uwagi na strategiczne położenie Tichorieckiej, będącej głównym węzłem kolejowym w tej części Kaukazu, Kałnin uczynił z miejscowości centrum obrony. Kałninowi nie przyszedł wówczas z pomocą dowodzący wojskami odcinka rostowskiego Iwan Sorokin, który zignorował rozkazy, gdyż był z Kałninem personalnie skłócony – wcześniej sam ubiegał się o stanowisko głównodowodzącego. Utrata Tichorieckiej w dniu 14 lipca była wielką klęską czerwonych; rozbiciu uległo jedno z największych zgrupowań czerwonych, którzy, wycofując się, stracili również znaczące zapasy broni i amunicji. 15 lipca Kałnin poinformował miejscowych przywódców bolszewickich, iż nie miał planu, by zapobiec kolejnej klęsce. Zasugerował przekazanie dowództwa Sorokinowi, co faktycznie nastąpiło na początku sierpnia 1918.
Od maja do lipca 1919 r. Kałnin dowodził 1 brygadą 1 moskiewskiej dywizji robotniczej, następnie od lipca do sierpnia całą dywizją, a od sierpnia 1919 r. do lutego 1920 r. 54 dywizją strzelecką. Od września 1920 r. do maja 1921 r. dowodził 23 dywizją strzelecką, zaś od 1921 do 1922 – 3 wydzieloną brygadą strzelecką i równocześnie 3 Kazańską dywizją strzelecką. W 1922 r. wszedł do centralnego komitetu wykonawczego Krymskiej Autonomicznej SRR.

### Lata 20. i 30.
Po zakończeniu wojny domowej, w 1923 r., ukończył Wyższe Kursy Akademickie przy Akademii Wojskowej Armii Czerwonej. Do jesieni 1924 r. dowodził 14 dywizją strzelecką, następnie został zastępcą dowódcy 10 korpusu strzeleckiego. Od czerwca 1925 r. do kwietnia 1926 r. był zastępcą inspektora przygotowania pozawojskowego i fizycznego w Armii Czerwonej. Od września 1926 r. do czerwca 1927 r. był inspektorem ds. strzeleckich i taktycznych zarządu szkoleniowo-ćwiczeniowego Zarządu Głównego Armii Czerwonej. Następnie został szefem sztabu, a od października 1928 r. był zastępcą dowódcy wojsk konwojowych ZSRR. W 1934 r. stanął na czele Zarządu Centralnego Wojsk Konwojowych ZSRR. W roku następnym odszedł do rezerwy, po czym został przeniesiony do Towarzystwa Współdziałania z Obroną i Budownictwem Lotniczo-Chemicznym (Osowiachimu) na stanowisko inspektora. 
W 1928 r. odznaczony Orderem Czerwonego Sztandaru. 

### Aresztowanie i śmierć
W okresie „wielkiej czystki” 8 czerwca 1937 r. został aresztowany przez NKWD. Za podstawę do zatrzymania jego i trzynastu kolejnych oficerów służących na wysokich stanowiskach w Osowiachimie posłużyły wymuszone podczas śledztwa zeznania komkora Roberta Ejdemana, aresztowanego w końcu maja w tzw. sprawie Tuchaczewskiego i poddanego na Łubiance torturom. 2 listopada 1937 r. skazany na śmierć  przez Kolegium Wojskowe Sądu Najwyższego ZSRR pod zarzutem przygotowania zabójstwa Kirowa i aktów terrorystycznych przeciw kierownictwu WKP(b). Stracony tego samego dnia, skremowany w krematorium na Cmentarzu Dońskim, prochy pochowano anonimowo.
23 września 1958 został zrehabilitowany postanowieniem Kolegium Wojskowego SN ZSRR.